# Marvin Leath

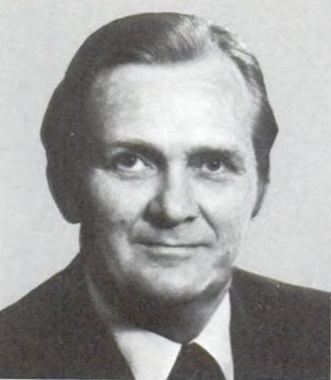
Marvin Leath (1981)

James Marvin Leath (* 6. Mai 1931 in Henderson, Texas; † 8. Dezember 2000 in Arlington, Virginia) war ein US-amerikanischer Politiker. Zwischen 1979 und 1991 vertrat er den Bundesstaat Texas im US-Repräsentantenhaus.

## Werdegang
Marvin Leath besuchte die öffentlichen Schulen seiner Heimat einschließlich der Henderson High School, die er im Jahr 1949 abschloss. Danach war er am Kilgore Junior College, ehe er bis 1954 an der University of Texas in Austin studierte. In den Jahren 1954 bis 1956 diente er in der US Army. Danach war er bis 1959 Footballtrainer an der Henderson High School. Anschließend war er im Handel tätig. Seit 1962 arbeitete Leath in der Bankenbranche. Er wurde Direktor bei verschiedenen Banken und bei zwei Handwerksbetrieben. In den Jahren 1972 bis 1974 gehörte er zum Stab des Kongressabgeordneten William R. Poage.
Politisch schloss sich Leath der Demokratischen Partei an. Bei den Kongresswahlen des Jahres 1978 wurde er im elften Wahlbezirk von Texas in das US-Repräsentantenhaus in Washington, D.C. gewählt, wo er am 3. Januar 1979 Poages Nachfolge antrat. Nach fünf Wiederwahlen konnte er bis zum 3. Januar 1991 sechs Legislaturperioden im Kongress absolvieren. Im Jahr 1990 verzichtete er auf eine erneute Kandidatur. Nach dem Ende seiner Zeit im US-Repräsentantenhaus trat Leath politisch nicht mehr in Erscheinung. Er starb am 8. Dezember 2000 in Arlington.